# 彎角骨螺
彎角骨螺（學名：Bolinus cornutus）是一種掠食性的海蝸牛。它們廣泛分佈在非洲西岸，喜歡中等水深的海域。它們的殼很大，有刺及呈棒狀，一般都是呈淡褐色或黃褐色，有筆直及很長的水管溝。

## 特徵
彎角骨螺棲息在中等水深的海域，喜歡碎石或岩質基質。它們是肉食性及掠食性的。
彎角骨螺含有豐富的紫色染料，一般稱為骨螺紫。這種染料是鰓下腺的黏液，用來防禦及協助掠食的。
彎角骨螺的殼很厚大，有刺，呈棒狀，體螺層很闊。殼可以長達20厘米。螺旋部很低，體螺層有6-7個螺層，每個螺層有2條長而中空的刺。水管溝筆直及長，其上也有短刺。殼呈淡黃色或黃褐色，在體螺層上有3道深色的螺旋形斑紋。殼孔呈卵狀及白色，唇邊、瓣殼質及滑層呈杏黃色。殼的外表面都很粗糙。

## 分佈
彎角骨螺分佈在非洲的大西洋海岸。